# Шеффер, Анатолий Павлович
Анатолий Павлович Шеффер — советский хозяйственный, государственный и политический деятель.

## Биография
Родился в 1913 году в Челябинске. Член КПСС.
С 1934 года — на хозяйственной, общественной и политической работе. В 1934—1981 гг. — на строительстве Московского мясокомбината, на Сорочинском мясокомбинате, директор Иркутского мясокомбината, директор Семипалатинского мясоконсервного комбината, заместитель министра мясной и молочной промышленности Казахской ССР, председатель Семипалатинского, Алма-Атинского совнархозов, заместитель председателя Казахского СНХ. министр пищевой промышленности Казахской ССР, начальник Управления главного механика и главного энергетика Минпищепрома СССР.
Умер в Москве в 1993 году.